# FK Radnički Obrenovac
Fudbalski Klub Radnički Obrenovac (serb.: Фудбалски Kлуб Раднички Обреновац) – serbski klub piłkarski z siedzibą w stolicy Serbii – Belgradzie, z dzielnicy Obrenovac (Gmina miejska Obrenovac). Został utworzony w 1927 roku. Obecnie występuje w Srpskiej lidze (3. poziom serbskich rozgrywek piłkarskich), w grupie Beograd. Nazwa Radnički po polsku oznacza "Robotniczy".

## Historia
- 1927 - został założony jako Radnički Obrenovac.
- 1929 - zmienił nazwę na Karađorđe Obrenovac.
- 1932 - zmienił nazwę na Obrenovački Sportski Klub
- 1937 - zmienił nazwę na Trgovački Obrenovac.
- 1939 - zmienił nazwę na Radnički Obrenovac.
- 1941 - zmienił nazwę na Zanatlija Obrenovac.
- 194? - został rozwiązany.
- 1947 - został na nowo założony jako FK Radnički Obrenovac.

## Stadion
Klub rozgrywa swoje mecze domowe na stadionie Stadion Pored Kolubare w Belgradzie, w dzielnicy Obrenovac (Gmina miejska Obrenovac), który może pomieścić 5,000 widzów.

## Sezony
| Sezon                          | Liga                                              | Poziom | Miejsce |
| Federalna Republika Jugosławii |                                                   |        |         |
| 1999/00                        | Zonska liga (Beogradska zona)                     | IV     | 3       |
| 2000/01                        | Srpska liga (Grupa Beograd)                       | III    | 10 *    |
| 2001/02                        | Druga liga SR Јugoslavije – Grupa Sjever (Północ) | II     | 1       |
| 2002/03                        | Prva liga SR Јugoslavije                          | I      | 12      |
| Serbia i Czarnogóra            |                                                   |        |         |
| 2003/04                        | Prva liga Srbije i Crne Gore                      | I      | 15      |
| 2004/05                        | Prva liga Srbije                                  | II     | 17      |
| 2005/06                        | Srpska liga (Grupa Beograd)                       | III    | 17      |
| Serbia                         |                                                   |        |         |
| 2006/07                        | Srpska liga (Grupa Beograd)                       | III    | 7       |
| 2007/08                        | Srpska liga (Grupa Beograd)                       | III    | 2       |
| 2008/09                        | Srpska liga (Grupa Beograd)                       | III    | 6       |
| 2009/10                        | Srpska liga (Grupa Beograd)                       | III    | 2       |
| 2010/11                        | Srpska liga (Grupa Beograd)                       | III    | 9       |
| 2011/12                        | Srpska liga (Grupa Beograd)                       | III    | 2       |
| 2012/13                        | Srpska liga (Grupa Beograd)                       | III    | 2       |
| 2013/14                        | Srpska liga (Grupa Beograd)                       | III    | 6       |
| 2014/15                        | Srpska liga (Grupa Beograd)                       | III    | 14      |
| 2015/16                        | Srpska liga (Grupa Beograd)                       | III    | 8       |
| 2016/17                        | Srpska liga (Grupa Beograd)                       | III    | 10      |
| 2017/18                        | Srpska liga (Grupa Beograd)                       | III    | 5       |
| 2018/19                        | Srpska liga (Grupa Beograd)                       | III    | 6       |
| 2019/20                        | Srpska liga (Grupa Beograd)                       | III    | 10 **   |
| 2020/21                        | Srpska liga (Grupa Beograd)                       | III    | ?       |

 * Po sezonie 2000/01 FK Radnički Obrenovac oraz FK Milicionar Belgrad (18. spadkowe miejsce w Prvej lidze SR Jugoslavije) połączyły się i w sezonie 2001/02 będą występowały jako FK Radnički Obrenovac w Drugiej lidze SR Jugoslavije. 
 ** Z powodu sytuacji epidemicznej związanej z koronawirusem COVID-19 rozgrywki sezonu 2019/2020 zostały zakończone po rozegraniu 17 kolejek.

## Sukcesy
- 12. miejsce Prvej ligi SR Јugoslavije (1x): 2003.
- mistrzostwo Drugiej ligi SR Јugoslavije – Grupa Sjever (1x): 2002 (awans do Prvej ligi SR Јugoslavije).
- wicemistrzostwo Srpskiej ligi – Grupa Beograd (III liga) (4x): 2008, 2010, 2012 i 2013.